# Війна арманьяків і бургіньйонів

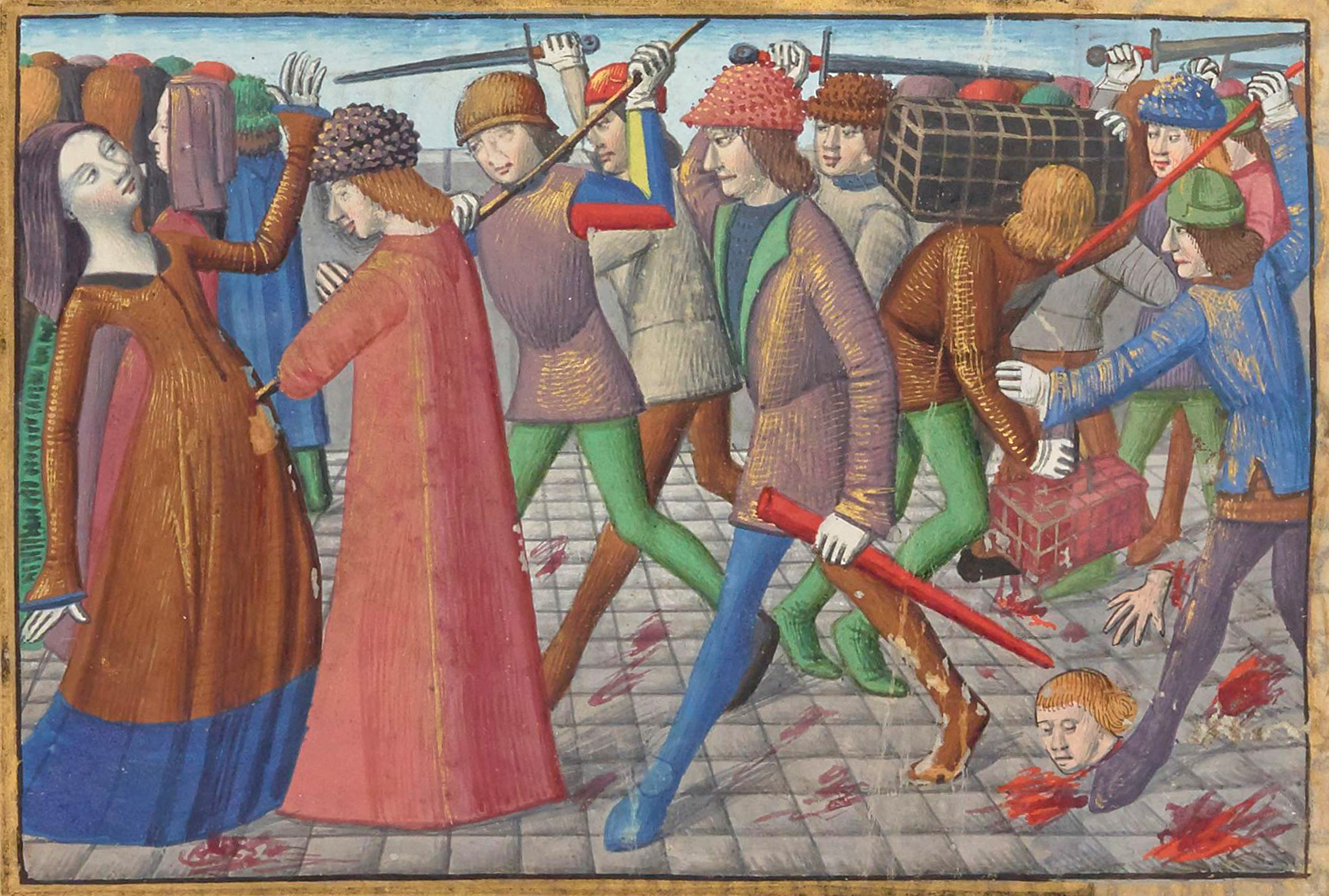
Кабош'єни на вулицях Парижу

Війна арманьяків і бургіньйонів (фр. La guerre civile entre Armagnacs  et Bourguignons) — громадянська війна на території Франції між феодальними угрупованнями арманьяків і бургіньйонів, яка відбувалася з 1407 по 1435 на тлі Столітньої війни і конфліктів, до яких привела Велика західна схизма.
До партії арманьяків належали прихильники Орлеанської гілки династії Валуа, так званого Орлеанського дому, на чолі з графом Бернаром VII д'Арманьяком, до партії бургіньйонів - прихильники Бургундської гілки тієї ж династії Валуа, так званий Молодший Бургундський дім (герцоги Бургундії — нащадки Філіпа II Сміливого).
Після вбивства в 1407 році герцога лідера арманьяків Людовика Орлеанського, організованого лідером бургіньйонів Жаном Безстрашним, керівництво Парижем і урядовими справами перейшло до бургіньйонів. Однак арманьяки на чолі збройних загонів у 1413 році увірвалися в Париж і захопили владу, яку утримували до 1419 року. В 1413 Жан Безстрашний намагався використовувати в боротьбі з арманьяками рух кабош'єнів, яких зрадив у вирішальний момент.
Війна зіграла на руку англійцям, які відновили військові дії. Після битви при Азенкурі (1415) та договору в Труа (1420) англійці уклали союз з бургіньйонами. Це дозволило арманьякам позиціонувати себе захисниками національних інтересів.
Кінець війні поклав договір в Аррасі 1435 року. За умовами договору герцог Бургундії Філіп III Добрий визнав короля Франції Карла VII своїм сюзереном, натомість отримавши незалежність і приєднавши до своїх володінь Пікардію.
Емблемами сторін були білий (арманьяки) та червоний (бургіньйони) кольори.